# Dietrich von Werder (General)
Emil Hans Dietrich von Werder (* 30. September 1847 in Magdeburg; † 18. Oktober 1917 in Stettin) war ein preußischer Generalmajor.

## Leben

### Herkunft
Dietrich entstammte dem brandenburgischen Uradelsgeschlechts von Werder. Er war der älteste Sohn des preußischen Oberst Theodor von Werder (1818–1879) und dessen Ehefrau Emilie, geborene Nagel (1826–1918). Sein Großvater war Wilhelm von Werder.

### Militärkarriere
Nach seiner Erziehung im elterlichen Hause und dem Besuch der Bürgerschulen in Magdeburg und Halle (Saale) sowie der Ritterakademie in Liegnitz trat Werder am 20. Februar 1866 als Dreijährig-Freiwilliger in das Leib-Grenadier-Regiment (1. Brandenburgisches) Nr. 8 der Preußischen Armee ein. Im folgenden Krieg gegen Österreich nahm er bei der 7. Kompanie an den Schlachten bei Gitschin und Königgrätz teil. Nach dem Krieg avancierte er Mitte Oktober 1866 zum Sekondeleutnant und wurde Ende des Monats in das Infanterie-Regiment Nr. 77 nach Wesel versetzt.
Mit der Versetzung in das Westfälische Dragoner-Regiment Nr. 7 wechselte Werder am 11. Februar 1868 die Truppengattung. Nach der Mobilmachung anlässlich des Krieges gegen Frankreich war er vom 8. August bis 3. September 1870 zunächst als Ordonnanzoffizier und für den weiteren Verlauf des Feldzuges als Zweiter Adjutant bei der 7. Infanterie-Division kommandiert. Er nahm an den Kämpfen bei Beaumont, Sedan und Pierrefitte-sur-Seine, vor Toul sowie Paris teil und wurde mit dem Eisernen Kreuz II. Klasse sowie dem Ritterkreuz I. Klasse des Albrechts-Ordens mit Kriegsdekoration ausgezeichnet.
Nach dem Friedensschluss kehrte Werder am 21. Juni 1871 zu seinem Regiment zurück, wurde Anfang Oktober 1871 zum Regimentsadjutanten ernannt und nahm im Herbst des Folgejahres an der Generalstabsreise des IV. Armee-Korps teil. Mitte Januar 1875 stieg er zum Premierleutnant auf und war von Ende des Monats bis Mitte Oktober 1877 als Adjutant der 4. Kavallerie-Brigade in Bromberg kommandiert. Anschließend wurde Werder in das Neumärkische Dragoner-Regiment Nr. 3 versetzt und nach seiner Beförderung zum überzähligen Rittmeister am 29. Dezember 1881 zum Chef der 4. Eskadron ernannt. Anfang Juli 1886 kommandierte man ihn zunächst auf drei Monate zur Dienstleistung zum Kriegsministerium. Unter Belassung in diesem Kommando wurde er Anfang Oktober 1886 à la suite seines Regiments gestellt und Mitte Februar 1887 unter weiterer Belassung in seinem Kommando in die Stelle eines Präses einer Remonte-Ankaufkommission versetzt. Am 22. März 1888 wurde Werder von seinem Kommando im Kriegsministerium entbunden, wieder in sein Regiment einrangiert und als Adjutant der 3. Division im II. Armee-Korps in Stettin kommandiert. In dieser Eigenschaft trat er Mitte August 1889 zum Generalkommando des II. Armee-Korps über, erhielt im September den Charakter als Major und Ende November 1889 das Patent zu seinem Dienstgrad. Unter Entbindung von seinem Kommando beim Generalkommando wurde er am 20. September 1890 dem Dragoner-Regiment „von Arnim“ (2. Brandenburgisches) Nr. 12 aggregiert und am 16. Mai 1891 mit der Ernennung zum etatmäßigen Stabsoffizier in das Regiment einrangiert. Werder wurde am 13. Mai 1895 nach Württemberg kommandiert und unter Stellung à la suite zunächst mit der Führung des Ulanen-Regiments „König Karl“ (1. Württembergisches) Nr. 19 beauftragt. Einen Monat später wurde er zum Regimentskommandeur ernannt, erhielt Ende Februar 1898 das Ehrenkreuz des Ordens der Württembergischen Krone und avancierte bis Ende April 1898 zum Oberst. Unter Entbindung von seinem Kommando nach Württemberg und der Erlaubnis zum Tragen der Uniform des Dragoner-Regiment „von Arnim“ (2. Brandenburgisches) Nr. 12 wurde Werder am 16. Juni 1900 zum Kommandeur der in Graudenz stationierten 35. Kavallerie-Brigade ernannt. Am 7. Juli 1901 folgte seine Beförderung zum Generalmajor. In Genehmigung seines Abschiedsgesuches wurde Werder unter Verleihung des Roten Adlerordens II. Klasse mit Eichenlaub und der gesetzlichen Pension am 18. Juli 1902 zur Disposition gestellt.

### Familie
Dietrich von Werder verheiratet sich am 20. September 1878 in Neu Buckow mit Margarethe von Heydebreck (1858–1936). Aus der Ehe gingen folgende Kinder hervor:
- Helene (1879–1903)
- Ernst (1880–1882)
- Ruth (1881–1912)

⚭ 1902 Georg Selle († 1904), preußischer Oberleutnant
⚭ 1907 Joachim von Heydebreck (1861–1914), preußischer Oberstleutnant und Kommandeur der Schutztruppe für Deutsch-Südwestafrika
- Hans (1883–1892)
- Wilhelm (1886–1900)
- Martin (1889–1893)
- Friedrich (1891–1968), deutscher Polizeipräsident

⚭ 1919 Daisy du Roveray (* 1893), geschieden 1923
⚭ Martha Lichtwerk (* 1895)